# Synopses of the British Fauna

Synopses of the British Fauna est une série de guides de détermination publiée par la Linnean Society of London et l' Estuarine and Coastal Sciences Association. Chaque volume de la série représente l'analyse approfondie d'un groupe animal et se veut d'être à l'interface entre un guide de terrain standard et une monographie plus spécialisée. La série est aujourd'hui publiée par le Field Studies Council, au nom de la Linnean Society of London et de l'Estuarine and Coastal Sciences Association.
La série a été conçue pour être utilisable sur le terrain et, pour ce faire, a été rendue aussi conviviable que possible avec une terminologie technique allégée au maximum et un glossaire des termes utilisés. La complexité des sujets traités, cependant, rend ces ouvrages utilisables également par les spécialistes les plus expérimentés.

## Histoire de la série
Le 11 mars 1943, lors d'une réunion de la à la Burlington House, T.H. Savory présenta son Synopsis of the Opiliones (Synopsis des Opilions). Cet ouvrage a reçu un tel accueil que la décision a été prise de le publier en tant que premier volume d'une série intitulée ecological fauna lists (listes écologique de faune).
Relancée par le Dr Doris Kermack au milieu des années 60, la nouvelle série, New Series of Synopses of the British Fauna a été étendue. À partir du numéro 13, la série a été conjointement produite par l'The Estuarine and Coastal Sciences Association et le Dr R.S.K. Barnes en devint le coéditeur.
Depuis 1993, la série est publiée par le Field Studies Council et est devenue une partie du projet AIDGAP.

## Volumes
La série comprend les volumes suivants, beaucoup d'entre eux étant d'ores et déjà épuisés. Nombre de ces volumes ont été revus et réimprimés avec des titres légèrement remaniés afin de refléter les modifications taxinomiques et les avancées dans la compréhension de certains groupes.
- Volume 1 : British Ascidians (R Millar) 1970
- Volume 2 : Molluscs : Prosobranch and Pyramidellid Gastropods Keys and Notes for the Identification of the Species
- Volume 3 : British Marine Isopods (E Naylor) 1972
- Volume 4 : British Harvestmen (J Sankey, TH Savory) 1974
- Volume 4 : Harvestmen (PD Hillyard) 2005
- Volume 5 : British Sea Spiders (PE King) 1974
- Volume 6 : British Land Snails (RAD Cameron, M Redfern) 1976
- Volume 7 : British Cumaceans (NS Jones) 1976
- Volume 8 : British Opisthobranch Molluscs (TE Thompson, GH Brown) 1976
- Volume 8 : Molluscs : Benthic Opisthobranchs (Mollusca : Gastropoda) (TE Thompson) 1989
- Volume 10 : Cheilostomatous Bryozoa, Part 1 : Aeteoidea-Cribrilinoidea (PJ Hayward and JS Ryland)
- Volume 11 : British Freshwater Bivalve Mollusca (AE Ellis) 1978
- Volume 12 : British Echiurids (Echiuroidea), Sipunculids (Sipunculoidea) and Priapulids (Priapuloidea) (PE Gibbs) 1978
- Volume 13 : British and Other Phoronids (CC Emig) 1979
- Volume 14 : British Ascophoran Bryozoans (PJ Hayward, JS Ryland) 1979
- Volume 14 : Cheilostomatous Bryozoa, Part 2 Hippothooidea - Celleporoidea (PJ Hayward and JS Ryland) 1999
- Volume 15 : British Coastal Shrimps Prawns (G Smaldon) 1979
- Volume 15 : Coastal Shrimps and Prawns Keys and Notes for Identification of the Species (Ed. G Smaldon, LB Holthius and CHJM Fransen) 1994
- Volume 16 : British Nearshore Foraminiferids (JW Murray) 1979
- Volume 17 : British Brachiopods (C Howard, C Brunton and GB Curry) 1979
- Volume 18 : British Anthozoa (RL Manuel) 1981
- Volume 19 : British Planarians (IR Ball and TB Reynoldson) 1981
- Volume 20 : British Pelagic Tunicates (JH Fraser) 1982
- Volume 21 : British Other Marine Estuarine Oligochaetes (Brinkhurst) 1982
- Volume 22 : British and Other Freshwater Ciliated Protozoa (Part 1) Ciliophora : Kinetofragminophora (CR Curds) 1982
- Volume 23 : British and Other Freshwater Ciliated Protozoa (Part 2) Ciliophora : Oligohymenophorea & Polyhymenophora (CR Curds, MA Gates and D McRoberts) 1982
- Volume 24 : Nemerteans R Gibson 1982
- Volume 25 : Shallow Water Crabs Keys and notes for identification of the species (RW Ingle) 1983
- Volume 26 : British Polyclad Turbellarians (S Prudhoe) 1983
- Volume 27 : Tanaids (DM Holdich and JA Jones) 1983
- Volume 28 : Free-Living Marine Nematodes Pt 1 : British Enoplids Free Living Marine Nematodes (HM Platt and RM Warwick) 1983
- Volume 29 : Siphonophores and Velellids (PA Kirkpatrick and PR Pugh) 1984
- Volume 30 : Euphasiid, Stomatopod and Leptostracan Crustaceans (J Mauchline) 1984
- Volume 31 : Earthworms (RW Sims and BM Garard) 1985
- Volume 32 : Polychaetes British Amphinomida, Spintherida and Eunicida (JD George and G Hartmann-Schroder) 1985
- Volume 33 : Ctenostome Bryozoans (PJ Hayward) 1985
- Volume 34 : Cyclostome Bryozoans (PJ Hayward and JS Ryland) 1985
- Volume 35 : Millipedes (J Gordon Blower) 1985
- Volume 36 : Halacarid Mites (J Green and M Macquitty) 1987
- Volume 37 : Molluscs Caudofoveata, Solenogastres, Polyplacophora and Scaphopoda (AM Jones and JM Baxtyer) 1987
- Volume 38 : Free Living Marine Nematodes Part II British Chromadorids (HM Platt and RM Wawick) 1988
- Volume 39 : Chaetognatha (AC Pierrot-Bults and KC Chidghey) 1988
- Volume 40 : Pseudoscorpions (G Legg and RE Jones) 1988
- Volume 41 : Entoprocts (C Nielsen) 1989
- Volume 42 : Freshwater Ostracoda (PA Henderson) 1990
- Volume 43 : Marine and Brackish Water Ostracods (Superfamilies Cypridacea and Cytheracea) (J Athersuch, DJ Horne and JE Whittaker) 1990
- Volume 44 : Polychaetes : Interstitial Families (W Westheide) 1990
- Volume 45 : Polychaetes British Phyllodocoideans, Typhloscolecoideans and Tomopteroideans (F Pleijel and RP Dales) 1991
- Volume 46 : Commensal and Parasitic Copepods Associated with Marine Invertebrates (and Whales) (V Gotto) 1993
- Volume 47 : Copepods Parasitic on Fishes (Z Kabata) 1992
- Volume 48 : Marine Planktonic Ostracods (MV Angel) 1993
- Volume 49 : Woodlice Keys and Notes for Identification of the Species (PG Oliver and CJ Meechan) 1993
- Volume 50 : North-west European Thecate Hydroids and Their Medusae (PFS Cornelius) 1995
- Volume 51 : Marine and Brackish Water Harpacticoid Copepods, Part 1 (R Huys, JM Gee, CG Moore and R Hamond) 1996
- Volume 52 : Ticks of North-West Europe (Paul D Hillyard) 1996
- Volume 53 : Free Living British Nematodes, Part 3 Monhysterids (RM Warwick, HM Platt and PJ Somerfield) 1998
- Volume 54 : Polychaetes : British Chrysopetaloidea, Pisionoidea and Aphroditoidea (SJ Chambers and AI Muir) 1998
- Volume 55 : Lobsters, Mud Shrimps and Anomuran Crabs (RW Ingle and ME Christiansen) 2004
- Volume 56 : Echinoderms (EC Southward and AC Campbell) 2005
- Volume 57 : Barnacles (AJ Southward) en préparation